# Carl Magnus Blom
Carl Magnus Blom, född 1 mars 1737 i Kalvsviks socken, död 4 april 1815 i Hedemora, var en svensk läkare och en av Linnés lärjungar.  Hans föräldrar var kyrkoherden Zacharias Blom och Margaretha Orre. År 1773 gifte han sig med Anna Kristina Petré.
Blom blev student vid Uppsala universitet 1755 och ämnade bli präst. I syfte att bättre kunna hjälpa sina kommande församlingsmedlemmar bevistade han även föreläsningar i medicin. På Linnés uppmaning gick han helt in för att studera medicin. År 1760 reste han över Danmark och Holland till Aachen och återkom 1761 till Uppsala, där han 1763 promoverades till medicine doktor med första hedersrummet. År 1764 blev han läkare i Östra Bergslagen och 1774 utnämndes han till provinsialläkare i Hedemora distrikt, från vilken befattning han på egen begäran entledigades 1808.

## Uppkallanden
Som erkännande av hans förtjänster som naturforskare har en insekt, Tortrix blomiana (numera Acleris hastiana), blivit uppkallad efter honom. Även följande arter har uppkallats efter honom:

### Släkten
- (Sapindaceae) Blomia

### Botaniskaarter
- (Chenopodiaceae) Chenopodium blomianum

- (Poaceae) Hordeum blomii

- (Poaceae) Puccinellia blomii

- (Rosaceae) Rosa blomii